# Krzysztof Hołowczyc
Krzysztof Wiesław Hołowczyc, född 4 juni 1962 i Olsztyn, är en polsk rallyförare. Hołowczyc har blivit mästare i Rajdowe Samochodowe Mistrzostwa Polski tre gånger (1995, 1996 och 1999), samt i European Rally Championship 2007. Han var medlem i partiet Medborgarplattformen och ledamot i Europaparlamentet mellan 2007 och 2009.

## Rallykarriär

### World Rally Championship
Hołowczyc körde några rallyn i World Rally Championship under slutet av 1990-talet. Hans bästa placering blev en sjundeplats i Rally Argentina 1998 med en Subaru Impreza. Han tävlade inte i WRC under ett antal år, men kom tillbaka år 2009, när Rally Poland blev en del av världsmästerskapet. Han hade vunnit rallyt tre gånger tidigare och hoppade nu in en Ford Focus. Han körde endast det rallyt under säsongen och gick i mål på sjätte plats där. Det blev hans första WRC-poäng i karriären.

### Dakarrallyt
Hołowczyc körde Dakarrallyt första gången år 2005. Han gick då i mål på sextionde plats, vilket han följde upp med att bryta de två efterföljande åren. År 2006 med fel på bilen och 2007 efter en krasch. Han överraskade sedan år 2009 i en Nissan Navara, när rallyt kördes i Sydamerika första gången, med att bli femma i bilklassen. Han bröt sedan 2010, men kom tillbaka 2011 och tog återigen femteplatsen i rallyt, nu med en BMW X3. Senare under året vann han även Silk Way-rallyt. Inför år 2012 bytte Hołowczyc och hans co-driver, Jean-Marc Fortin, ut BMW:n och kör nu Mini.

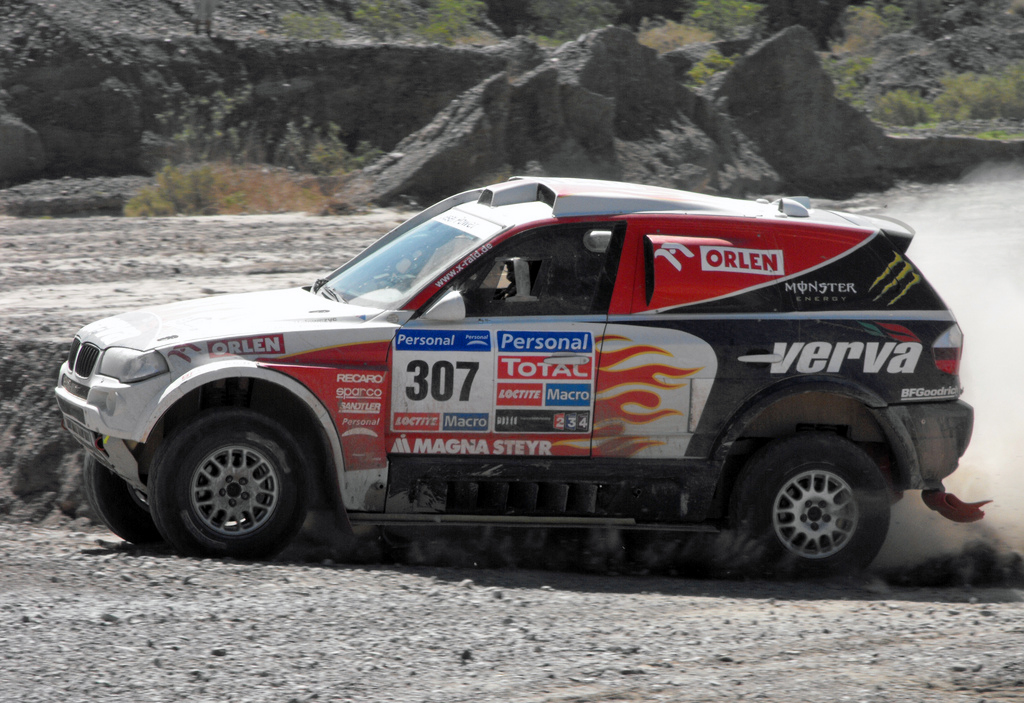
Krzysztof Hołowczyc i en BMW X3 under Dakarrallyt 2011.